# Vanino
Vanino (en russe : Ва́нино) est une commune urbaine du kraï de Khabarovsk, en Russie. C'est également une ville portuaire importante du détroit de Tartarie, dans l'Extrême-Orient russe, et la principale interface entre l'île de Sakhaline et la Russie continentale à laquelle elle est reliée par le BAM. Sa population s'élevait à 15 069 habitants en 2022.

## Géographie
Vanino est situé à 15 km au nord de Sovetskaïa Gavan, les deux villes portuaires étant séparées par la baie de Vanino.

## Histoire
Dans les années 1930 et 1940, la ville est connue pour avoir été un lieu de transit important pour les prisonniers du Goulag vers le grand nord notamment à Kolyma via Magadan. La chanson Le Port de Vanino est devenue l'hymne du Goulag de la Kolyma. La ville faisait initialement partie de Sovetskaïa Gavan, mais en a été détachée en 1958. Le port de Vanino demeure un port important de l'Extrême-Orient russe, mais les volumes de fret étaient beaucoup plus élevés à la veille de la dislocation de l'Union soviétique, atteignant 11 millions de tonnes. Il s'est ensuivi un important tassement comme pour la majorité des ports russes. Il est un des ports russes libres de glace toute l'année.

## Population
Recensements (*) ou estimations de la population:
| 1959*  | 1970*  | 1979*  | 1989*  |
| ------ | ------ | ------ | ------ |
| 11 957 | 15 401 | 19 178 | 21 510 |

| 2002*  | 2010*  | 2013   | 2014   |
| ------ | ------ | ------ | ------ |
| 19 180 | 16 993 | 16 496 | 16 076 |

| 2022   | - | - | - |
| ------ | - | - | - |
| 15 069 | - | - | - |

## Économie
La principale activité de la ville est son port qui peut accueillir des tonnages jusqu'à 45 000 tpl. Ainsi en 2007, 6,5 millions de tonnes de fret ont été traitées, principalement par vraquier avec des produits comme le bois, le charbon ou du minerai de fer. Le port détient aussi un terminal pétrolier.
Vanino est reliée régulièrement aux ports de Petropavlovsk-Kamtchatski, Korsakov, Magadan, Otaru et Pusan, en hiver grâce à des brise-glaces.
La ville est aussi caractérisée par une importante activité dans le secteur du bois.